# Le avventure di Tom Sawyer e Huck Finn
Le avventure di Tom Sawyer e Huck Finn (Tom and Huck) è un film del 1995 diretto dal regista Peter Hewitt, tratto dal romanzo Le avventure di Tom Sawyer di Mark Twain.

## Trama
In una notte buia e tempestosa, Joe l'Indiano va a trovare il dottor Jonas Robinson per i loro loschi traffici. Nello stesso tempo, un giovane ragazzo di nome Tom Sawyer scappa di casa con l'intenzione di andare a lavorare su una nave a vapore con i suoi amici. Tuttavia, tale obiettivo viene meno quando la loro zattera urta una roccia affiorante dal fiume Mississippi, scagliando Tom in acqua. I suoi amici lo ritrovano trasportato dalla corrente sulla riva, e Tom scopre che è stato Huck Finn che l'ha portato in salvo. Tom trova poi Huck intento in un metodo insolito per mandar via le verruche: portare un gatto morto di notte al cimitero. Là scorgono Joe l'Indiano e Muff Potter, l'ubriacone della città, che scavano nella tomba di Vic "Occhioguercio" Murrell per conto del dottor Robinson. Vi trovano la mappa di un tesoro, e il dottore attacca Muff e Joe perché la vuole tutta per sé. Robinson cerca di mettere Muff al tappeto, ma Joe lo contrasta trafiggendolo mortalmente col coltello di Muff.
L'indomani mattina, Muff è accusato dell'omicidio. Tom e Huck hanno firmato un giuramento che stabilisce che se uno di loro parlasse di quello che ha visto, morirebbe sul colpo. I ragazzi si mettono a cercare la mappa del tesoro presa da Joe, in modo da provare l'innocenza di Muff tenendo fede al loro patto. Accade tuttavia che Joe trovi il tesoro e chieda al suo complice di nasconderlo in una grotta prima di bruciare la mappa. Senza più l'unica prova a favore dell'innocenza di Muff, l'amicizia di Tom e Huck inizia a incrinarsi, e Huck se ne va di casa. Joe poi scopre che Tom è un testimone del delitto, e lo minaccia di ucciderlo se mai osasse parlarne a qualcuno. 
Al processo contro Muff Potter, Tom decide che la sua amicizia con Muff è più importante del patto con Huck e rivela la verità. Joe, furibondo, tenta senza esito di uccidere Tom prima di fuggire dalla città. Gli abitanti celebrano l'eroismo di Tom e organizzano una festa per commemorare l'evento; tuttavia Tom, sapendo che deve guardarsi da Joe, rifiuta di parteciparvi. Huck s'intrufola poi di notte in camera di Tom, criticandolo per aver rotto il loto patto, prima di lasciare ancora la città.
Il giorno dopo, durante la festa, un gruppo di ragazzini, tra i quali Tom e Becky Thatcher, della quale è invaghito, entrano nelle grotte, dove Tom e Becky si perdono. Intanto, il giudice è avvertito dallo sceriffo del fatto che Joe ha ucciso uno dei suoi complici. Huck, che è andato in incognito alla festa, sente di sfuggita tutto ciò e va alla ricerca di Tom, che con la sua compagna s'imbatte incidentalmente in Joe nella grotta di McDougal. L'uomo li intrappola, ma Tom e Becky riescono a scappare. Tom scopre poi il luogo in cui Joe ha nascosto il tesoro; nota un'apertura nella grotta e chiede a Becky che l'attraversi per andare a chiamare suo padre.
Joe l'Indiano riprende Tom e cerca di ucciderlo, prima che Huck si palesi improvvisamente. Dopo una breve lotta, Joe ha la meglio, ma prima che questi possa dare il colpo di grazia a Huck, Tom, che di nascosto ha svuotato lo scrigno del tesoro, minaccia Joe di gettare lo scrigno nel baratro. Joe cerca allora di riprendere lo scrigno, ma finisce egli stesso nel baratro, trovandovi la morte. I ragazzi fanno pace e sono portati in trionfo dalla cittadinanza. Tom viene lodato sulla prima pagina del giornale locale, e la vedova Douglas adotta Huck Finn.
Tom all' inizio non è felice della scelta dell'amico ,e cerca di convincerlo a cambiare idea ,ma alla fine capisce che i suoi tentativi sono inutili; ma mentre i due ragazzi se ne vanno ,Huck chiede a Tom se è pronto a voler far disperare di nuovo la zia ,facendogli capire con orgoglio che almeno non a perso il suo carattere da dispettoso. 

## Distribuzione
Il film fu distribuito in America del nord il 22 dicembre 1995.

## Accoglienza

### Incassi
Nel weekend iniziale il film incassò 3 210 458 dollari in 1609 sale negli Stati Uniti e nel Canada, cosa che gli valse la nona posizione nella classifica del botteghino. Nella seconda settimana salì all'ottavio posto, incassando 6 789 871 dollari. Gli incassi totali tra USA e Canada furono di 23 920 048 dollari.

### Critica
Il film fu recensito in modo per lo più da neutro a negativo, con un giudizio di rotten ("marcio") del 25% sull'aggregatore di recensioni  Rotten Tomatoes.

## Riconoscimenti
- First Americans in the Arts
  - Miglior attore non protagonista a Eric Schweig
- 1996 - Nickelodeon Kids' Choice Awards
  - Nomination Attore preferito in un film  a Jonathan Taylor Thomas
- 1996 - Young Artist Awards
  - Nomination Miglior giovane attore protagonista a Jonathan Taylor Thomas
- 1997 - YoungStar Award
  - Nomination Miglior giovane attore in un film commedia a Jonathan Taylor Thomas
  - Nomination Miglior giovane attore in un film commedia a Brad Renfro
  - Nomination Miglior giovane attrice in un film commedia a Rachael Leigh Cook